# Løvstad
Løvstad este o localitate din comuna Nittedal, provincia Akershus, Norvegia, cu o suprafață de 1,53 km² și o populație de 3.064 locuitori (2013).